# 未来ちゃん旋風
『未来ちゃん旋風』（みくちゃんせんぷう）は、おおめ裕一による日本の漫画作品。集英社『月刊少年ジャンプ』1992年4月号から12月号まで連載された。お色気漫画で、1話完結型。単行本は全2巻。

## ストーリー
中学生男子の北原省吾は父親の再婚により、同い年の妹ができた。妹の北原未来は他人の服に染み付いているその人特有のオーラの刺激を受ける（他人の服を着る）ことで、その人と同じ能力が発揮できる体質であった。省吾と未来は様々なトラブルに巻き込まれるが、未来の能力によって解決していく。

## 登場キャラクター
北原 省吾
14歳の中学生男子（読み切り版では15歳）。未来の義理の兄。なにかと情けなく頼りない少年。花房曰くのび太くん。未来のことが好きで、兄としての面子は保とうとする。しかし密かに空手の稽古を続けるという努力家な面もあり、最終話では自力で一年の転校生をたおした。
北原 未来
省吾の義理の妹。14歳の女子中学生。人の服や体から発するオーラを吸収し、その人と同じ能力や力を簡単に発揮できる体質を持つ。ストーリーの展開から、毎回なにかとエッチなハプニングに見舞われ裸体を晒してしまう。服は肌にじかに着ないとうまく能力を発揮できない。父の空手着をしばしば借りて使用する。まっすぐな性格。ツインテール。好物はピザ。
最終話では義理の兄の省吾に全裸を見られてしまう。
省吾と未来の父
空手四段で道場を開いている。前の妻が病死したため省吾を連れて再婚した。過去に交通事故によって右足を痛めている。
省吾と未来の母
未亡人だったが一人娘の未来を連れて再婚した。
矢沢 明
第1話と第9話に登場。転校生。空手初段。未来に一目惚れして空手でアタックするが返り討ちに遭う。
浅倉 サキ
第2話登場。伝説のスケバン「チェーンのお竜」に憧れており探している。
ハイエナ
第2話登場。2人組の男。くさい芝居で人をだましてはケンカをさせて、負けたほうからお金をむしり取る。浅倉サキを利用していた。
お竜
第2話登場。ケンカが強く弱い者の味方で暴力に屈しない女性。今は「飛竜軒」という料理屋を営んでいる。
小杉
第3話登場。柔道部の実力者。嵐山に負けてしまった。
嵐山
第3話登場。柔道部のエースで大男。天狗になり練習を真面目にしない。他の部員をおどかしてわがままのし放題。
花房 冴子
第4話登場。お金持ちのお嬢様。勉強の成績はクラスで一番。テニスの腕前も一流。何でも一番じゃないと気がすまない性格。
秀一
第4話登場。冴子の兄。冴子よりテニスが上手い。
島野 太一
第5話登場。未来のペンフレンド。自分の容姿を気にして、一樹の写真を未来に送ってしまった。しかし優しい性格で、やるときはやる少年。
本村 一樹
第5話登場。太一の友人。イケメンだが女泣かせの遊び人。未来の事を狙う。
木下 玲
第6話登場。無念の思いで死んだ幽霊の少女。生前はコンテスト荒らしで有名だった。自分の姿を保つため省吾の生気を吸い取る。
極走連合の腕前No.1とNo.2
第7話登場。暴走族の2人組。未来への宅配ピザを台無しにしたため、懲らしめられる。
高岡
第8話登場。バスケ部の新キャプテンでポイントゲッター。省吾のドジによって足に怪我を負い、大会に出場できなくなってしまう。
奇林寺
第8話登場。バスケ部の対戦相手。大女。得意技は反則。
一年の転校生
第9話登場。矢沢を凌ぐ強さで横暴な性格の男。北原兄妹と決闘をする。
堂山
読み切り版Part1に登場。三年生の怪力男。恐喝をはたらいている。自分の性欲に忠実で、戦いの最中に未来を全裸にする為に衣服を1枚ずつ剥ぎ取り、未来を追い詰めるが最後には負けてしまう。
林 さとみ
読み切り版Part2に登場。学校の理事長の娘。水泳部のエース。美人でスター的存在だが高飛車な性格。
東山 トモ子
読み切り版Part3に登場。未来のいとこ。未来と同じ能力を持つ。何かと未来と競い合い、未来に恨みを持っている。策士。未来とボクシングで勝負をする。
鬼村 辰也
読み切り版Part3に登場。トモ子の彼氏でプロボクサー。禁欲生活のため女の子の裸に弱い。

## 単行本
1. 1992年、集英社、ISBN 4-08-871305-2
2. 1993年、集英社、ISBN 4-08-871306-0